# Szirmai Ottó
Szirmai Ottó (Budapest, 1926. november 16. – Budapest. 1959. január 22.) a Magyar Rádió dramaturgja, az 1956-os forradalom résztvevője, a forradalmat követő megtorlás egyik áldozata.

## Családja és élete 1956-ig
Sagmeister Ármin és Novák Róza gyermekeként született. Családjának tagjai több generáción át aktív szerepet játszottak a nemzetközi kommunista munkásmozgalomban, és más forradalmi mozgalmakban. Nagyapja Giuseppe Garibaldi önkéntese, Frankel Leó barátja és munkatársa volt, aki a 19. század végén részt vett a dunántúli aratósztrájkok és más munkásmegmozdulások szervezésében. 
Nagybátyja 1917-től az Szovjet Kommunista Párt tagja volt, Lenin biztonsági testőrségének tagja, később futárszolgálatot teljesített. Négy fia közül a legidősebbet a Szovjet-Oroszország–Magyarország határán lőtték le, 1921-ben, amikor át akart szökni apjához. Az utána következő testvére halálát a rendőrség brutalitása idézte elő. A boripari munkások körében végzett szervezőmunkát. Öccsük a deportálás következtében vesztette el életét, a legfiatalabbat 1945-ben a romeltakarítási munkálatok alatt szerzett hullamérgezés vitte el. Édesapja, aki vasöntő munkás volt és részt vett a század eleji kommunista mozgalomban, ill.  fiatalabb unokabátyja is mint vöröskatona harcolt a Tanácsköztársaság ideje alatt. Édesanyja mosónő volt, 1935-ben meghalt. 
Iskolái elvégzése után egy ideig segédmunkásként dolgozott, mivel a család igen nehéz anyagi körülmények között élt. 1943-ban került díszlettervező-gyakornokként a Nemzeti Színházhoz, később elvégezte az Iparművészeti Főiskolát. Dramaturgiát is tanult és a Magyar Rádió Irodalmi Osztályán dramaturgként dolgozott. Még 1945-ben belépett az Magyar Kommunista Pártba, majd a Magyar Dolgozók Pártjának is tagja volt. 
1950-ben megnősült, házasságából három fia született, köztük Szirmai Péter, aki színművész lett.

## Tevékenységei az1956-os forradalomidején
- Október 23-án részt vett a Petőfi- és a Bem-szobor előtti tüntetésen. Este igyekezett a tüntetőket lecsillapítani, majd amikor megkezdődött a rádió ostroma, a nőket menekítette ki az épületből. Ott volt Pongrátz Gergelyékkel a Corvin közben, napokat töltött a barátja, Angyal István vezette Tűzoltó utcai fegyveresek között. A felkelők küldöttségével még a lőrinci Katonaréten, a szovjet főparancsnokságon is megfordult, mint tolmács. Tavaszi Tamás néven írt a korabeli szabad sajtó újságjaiba. Írt, hogy megörökítse az eseményeket.
- Október 29-én még a rádió működésének demokratizálása érdekében tárgyalt a Parlamentben.
- Október 30-án Kádár János őt küldte a Tűzoltó utcai felkelőkhöz, hogy azokat a kormány oldalára állítsa. Ekkor találkozott régi ismerősével, Angyal Istvánnal, és csatlakozott az általa vezetett Tűzoltó utcai csoporthoz. Fegyveres szolgálatot nem teljesíthetett – mivel jobb keze születése óta béna volt -, de mindvégig a Tűzoltó utcai egységnél maradt. A második szovjet támadáskor telefonon gyűjtött információkkal segítette a csoport küzdelmét.
- November 5-én parlamenterként tárgyalt a Kossuth Akadémián a szovjet parancsnoksággal – eredmény nélkül.
- November 6-án sebesült osztrák újságírót kísért a Bakáts téri kórházba, s mivel ekkor már a Ferenc körút a szovjet harckocsik tüze alatt állt, nem tudott visszatérni, elszakadt a csoporttól. Néhány nap múlva csatlakozott a Péterfy Sándor utcai kórházban szerveződő ellenállókhoz, részt vett röplapok megszövegezésében, előállításában. Kapcsolatot tartott az Írószövetséggel, a munkástanácsokkal, az Értelmiségi Forradalmi Bizottsággal. A Domonkos utcai kisegítő kórházban tartott razzia és Angyal István letartóztatása után arra törekedett, hogy a különböző egyetemi csoportokat egy ifjúsági pártba tömörítse. Kezdeményezte az Ifjúsági Párt létrehozását, elkészítette annak programtervezetét, melyben megjelölte pártja elsőrendű célját: a haza védelmét és függetlenségének kiharcolását, a szocialista vívmányok megőrzését. Magáénak vallotta a Dunai Konföderáció eszméjét, szükségesnek tartott egy magyar–jugoszláv–lengyel egységfrontot a Szovjetunióval szemben.
- November 20-tól az Obersovszky Gyula és Gáli József nevével fémjelzett az Élünk cikkírója, de kivette részét a lap terjesztéséből is. Felvette a kapcsolatot a Nagy-budapesti Központi Munkástanáccsal, valamint egyéb, a forradalom eszméjét ápoló szervezetekkel. A fegyveres harcot már nem tartotta időszerűnek, de politikailag társainál sokkal radikálisabb álláspontot foglalt el.
- November 21-én részt vett a Magyar Értelmiség Forradalmi Tanácsa megalakításában és a december 4-i Asszonyok tüntetése megszervezésében.

1956. decemberében behívták a munkahelyére, a Magyar Rádióba, de onnan már nem ment, nem mehetett haza. Ott a munkahelyén, az Irodalmi Osztály dramaturgiáján tartóztatták le. Felesége, (Szirmai Ottóné Báthory Mária) azt sem tudta, miért és hogy mi történt vele. Neki szinte semmit nem mondott az októberi-novemberi ritka találkozásuk alkalmával, mit csinál, min megy keresztül:- Jobb, ha te nem tudsz semmiről. Így nincs mit kiverni belőled.

## A forradalom leverése után
Több alkalommal házkutatást tartottak a lakásán, végül 1957. január 14-én tartoztatták le. 
Első fokon a Fővárosi Bíróság Tutsek Gusztáv vezette tanácsa 1958. április 17-én halálra ítélte, mozgalom vezetése és egyéb vádak alapján. Ezt a Legfelsőbb Bíróság Népbírósági Tanácsa Cieslár Viktor vezetésével 1958. november 27-én jogerőre emelte. Nem kegyelmet, hanem igazságos ítéletet kért, mivel nem értett egyet azzal, hogy bűnösnek találták. Noha a kegyelmi tanácskozáson Tóth Istvánné, a legfőbb ügyész képviselője a kérelem elutasítását javasolta, a Népbírósági Tanács mégis kegyelemre ajánlotta, és a periratokat a Népköztársaság Elnöki Tanácsához felterjesztésre küldte. Kegyelmi kérvényét az Elnöki Tanács elutasította. A Fővárosi Bíróság Népbírósági Tanácsa 1959. január 21-én hirdette ki az Elnöki Tanács elutasító határozatát, valamint azt, hogy az előterjesztett perújítási kérelmét a Fővárosi Ügyészség elutasította. Ez utóbbi miatt Szirmai panasszal kívánt élni a legfőbb ügyésznél, erre azonban nem nyílt módja. Másnap végrehajtották az ítéletet, 1959. január 22-én kivégezték.
Az 1958-as elsőfokú halálos ítéletét követően a család egyszobás lakásából a három ágy kivételével mindet elvittek. Az ítélet záradékában a vagyonelkobzás is szerepelt. Oda, ebbe az egyetlen szobába, a falak mellett hagyott három ágy valamelyikére hozta haza feleség az időközben megszületett harmadik fiúkat, akit Szirmai Ottó már nem láthatott.